# Bang My Head
"Bang My Head" é uma canção do DJ e produtor musical francês David Guetta, com vocais da cantora australiana Sia Furler e do rapper americano Fetty Wap. Foi lançado como segundo single do relançamento do sexto álbum de estúdio de Guetta, Listen. "Bang My Head" é o sétimo single do álbum no geral. Foi lançado através de download digital em 30 de outubro de 2015. A versão do álbum original apresentou apenas os vocais de Sia, mas o segundo verso na versão retrabalhada foi substituído por vocais de Fetty Wap.

## Composição
Musicalmente, a canção está escrita na chave de lá menor. A versão do álbum segue uma progressão de acordes Am–G–F e tem um ritmo de 124 batimentos por minuto. No entanto, a versão da canção com o rapper americano Fetty Wap tem um ritmo de 108 batimentos por minuto. Os vocais de Sia abrangem duas oitavas, de G3 a G5.

## Vídeo musical
O vídeo musical estreou em 6 de novembro de 2015. O vídeo mostra Guetta perdendo um jogo de pôquer e uma mulher (interpretada pela modelo húngara Gabriella Kuti) entrando para ganhar tudo de volta para ele em uma corrida de cavalos technicolor. Nem Sia nem Fetty Wap aparecem no vídeo.

## Faixas
| Download digital |                                        |         |  |
| N.º              | Título                                 | Duração |  |
| 1.               | "Bang My Head" (part. Sia e Fetty Wap) | 3:14    |  |

| Download digital – Remixes |                                                                        |         |  |
| N.º                        | Título                                                                 | Duração |  |
| 1.                         | "Bang My Head" (patc. Sia e Fetty Wap) (Estendido)                     | 4:44    |  |
| 2.                         | "Bang My Head" (part. Sia e Fetty Wap) (Remix de Robin Schulz)         | 5:53    |  |
| 3.                         | "Bang My Head" (part. Sia e Fetty Wap) (Remix de Feder)                | 3:58    |  |
| 4.                         | "Bang My Head" (part. Sia) (Remix de GLOWINTHEDARK)                    | 3:48    |  |
| 5.                         | "Bang My Head" (part. Sia e Fetty Wap) (Remix de Kryder & Dave Winnel) | 4:56    |  |
| 6.                         | "Bang My Head" (part. Sia) (Remix de JP Candela)                       | 5:45    |  |
| 7.                         | "Bang My Head" (part. Sia) (Estendido)                                 | 5:26    |  |

## Desempenho nas tabelas musicais
| Tabela musical (2015–16)                          | Melhor posição |
| ------------------------------------------------- | -------------- |
| Austrália (ARIA)                                  | 21             |
| Áustria (Ö3 Austria Top 75)                       | 16             |
| Bélgica (Ultratop 50 de Flandres)                 | 29             |
| Bélgica (Ultratop Dance de Flandres)              | 1              |
| Bélgica (Ultratop 50 da Valônia)                  | 2              |
| Bélgica (Ultratop Dance da Valônia)               | 9              |
| Canadá (Canadian Hot 100)                         | 51             |
| República Checa (Singles Digitál Top 100)         | 9              |
| República Checa (Rádio Top 100)                   | 14             |
| Dinamarca (Hitlisten)                             | 38             |
| Finlândia (Suomen virallinen lista)               | 20             |
| França (SNEP)                                     | 3              |
| França — France Radio (SNEP)                      | 1              |
| O campo songid é OBRIGATÓRIO PARA PARADA ALEMÃ    | 24             |
| Hungria (Dance Top 40)                            | 29             |
| Hungria (Rádiós Top 40)                           | 22             |
| Hungria (Single Top 40)                           | 39             |
| Irlanda (IRMA)                                    | 25             |
| Israel (Media Forest)                             | 7              |
| Itália (FIMI)                                     | 22             |
| Líbano (OLT 20)                                   | 12             |
| México Ingles Airplay (Billboard)                 | 2              |
| Países Baixos (Dutch Top 40)                      | 26             |
| Países Baixos (Single Top 100)                    | 19             |
| Nova Zelândia (Recorded Music NZ)                 | 17             |
| Noruega (VG-lista)                                | 14             |
| Polónia (Polish Airplay Top 100)                  | 13             |
| Escócia (Scottish Singles Chart)                  | 16             |
| ERRO: DEVE FORNECER semana PARA TABELA eslovaca   | 74             |
| Eslováquia (Singles Digitál Top 100)              | 42             |
| Espanha (PROMUSICAE)                              | 6              |
| Suécia (Sverigetopplistan)                        | 19             |
| Suíça (Schweizer Hitparade)                       | 18             |
| Reino Unido (UK Singles Chart)                    | 18             |
| Reino Unido (UK Dance Chart)                      | 6              |
| Estados Unidos (Billboard Hot 100)                | 76             |
| Estados Unidos (Billboard Dance/Electronic Songs) | 5              |
| EUA — Dance/Mix Show Airplay (Billboard)          | 5              |
| Estados Unidos (Billboard Mainstream Top 40)      | 29             |
| Venezuela English (Record Report)                 | 1              |

| Tabela musical (2016)                     | Melhor posição |
| ----------------------------------------- | -------------- |
| Bélgica (Ultratop Wallonia)               | 29             |
| França (SNEP)                             | 41             |
| Itália (FIMI)                             | 62             |
| Países Baixos (Single Top 100)            | 85             |
| Polônia (ZPAV)                            | 88             |
| Suécia (Sverigetopplistan)                | 90             |
| Suíça (Schweizer Hitparade)               | 70             |
| UK Singles (Official Charts Company)      | 85             |
| US Hot Dance/Electronic Songs (Billboard) | 24             |

## Vendas e certificações
| Região | Certificação | Vendas   |
| --- | ------------ | -------- |
| Alemanha (BVMI) | Ouro         | 200,000^ |
| Bélgica (BEA) | Ouro         | 15,000*  |
| Dinamarca (IFPI Dinamarca) | Ouro         | 30,000^  |
| Espanha (PROMUSICAE) | 2× Platina   | 80,000^  |
| Estados Unidos (RIAA) | Ouro         | 500,000‡ |
| França (SNEP) | Diamante     | 250,000* |
| Itália (FIMI) | 2× Platina   | 100,000‡ |
| Nova Zelândia (RMNZ) | Platina      | 15,000*  |
| Polônia (ZPAV) | Platina      | 20,000*  |
| Suécia (GLF) | Ouro         | 40,000^  |
| Suíça (IFPI Suíça) | Ouro         | 15,000^  |
| Reino Unido (BPI) | Ouro         | 536,000^ |
| *números de vendas baseados somente na certificação ^distribuições baseadas apenas na certificação ‡vendas+valores de streaming baseados somente na certificação |              |          |